# Screven (Georgia)
Screven – miasto w Stanach Zjednoczonych, w stanie Georgia, w hrabstwie Wayne.